# 小街乡 (易门县)
小街乡，是中华人民共和国云南省玉溪市易门县下辖的一个乡镇级行政单位。

## 行政区划
小街乡下辖以下地区：
小街村、甲浦村、罗尹村、木冲村、狮子山村和普厂村。